# Karolina Gruszka
Karolina Gruszka (ur. 13 lipca 1980 w Warszawie) – polska aktorka teatralna i filmowa, czterokrotnie nominowana do Orłów za drugoplanowe role kobiece w filmach Pani z przedszkola i Ach śpij kochanie oraz za pierwszoplanowe w filmach Kochankowie z Marony i Maria Skłodowska-Curie.

## Życiorys
Zadebiutowała w programie Dyskoteka Pana Jacka w wieku 9 lat. W 2003 ukończyła studia w Akademii Teatralnej w Warszawie. W latach 2003–2008 była aktorką Teatru Narodowego w Warszawie.

## Życie prywatne
Jest żoną reżysera Iwana Wyrypajewa. W sierpniu 2012 roku urodziła córkę Maję. Jest wegetarianką. W listopadzie 2021 wyznała, że cierpi na stwardnienie rozsiane.

## Filmografia

### Filmy
| Rok  | Tytuł                                          | Rola                                              | Uwagi |
| ---- | ---------------------------------------------- | ------------------------------------------------- | ----- |
| 1998 | Spona                                          | Ola                                               |       |
| 1999 | Ruskij bunt                                    | Masza Mironowa                                    | ros.  |
| 2000 | Daleko od okna                                 | Helusia                                           |       |
| 2001 | W sierpniu 44-go                               | Julia                                             | ros.  |
| 2001 | Przedwiośnie                                   | Wanda Okszyńska, wychowanica Turzyckich w Nawłoci |       |
| 2002 | Break Point                                    | Asia                                              |       |
| 2002 | Sfora: Bez litości                             | Joanna „Nika” Różycka                             |       |
| 2005 | Kochankowie z Marony                           | Ola                                               |       |
| 2006 | Wszyscy jesteśmy Chrystusami                   | Weronika                                          |       |
| 2006 | Inland Empire                                  | zaginiona dziewczyna                              |       |
| 2006 | Francuski numer                                | Magda Latonte                                     |       |
| 2007 | Futro                                          | Joanna Panasiuk, katechetka Kuby                  |       |
| 2007 | Miłość w przejściu podziemnym                  | skrzypaczka                                       |       |
| 2008 | Tlen                                           | Sańka                                             | ros.  |
| 2008 | Rezolucja 819                                  | Klara Górska                                      | fr.   |
| 2009 | Korotkoe zamykanie                             |                                                   |       |
| 2010 | Trick                                          | Elżbieta, dziewczyna Marka                        |       |
| 2010 | Mistyfikacja                                   | Zuzanna Zarotyńska, kochanka Witkacego            |       |
| 2012 | Żywie Biełaruś!                                | Viera                                             | biał. |
| 2013 | Ivan, syn Amira                                | Maria                                             |       |
| 2014 | Pani z przedszkola                             | pani Karolina                                     |       |
| 2015 | Spasenie                                       |                                                   | ros.  |
| 2016 | Szczęście świata                               | Róża                                              |       |
| 2016 | Maria Curie                                    | Maria Skłodowska-Curie                            |       |
| 2017 | Sztuka kochania. Historia Michaliny Wisłockiej | Karolina Siwicka, pacjentka Wisłockiej            |       |
| 2017 | Ach śpij kochanie                              | Anna                                              |       |
| 2020 | Intertainment                                  | ona                                               | ros.  |
| 2020 | Śmierć Zygielbojma                             | Ewa Zemler                                        |       |
| 2020 | Miasto                                         |                                                   |       |
| 2020 | Gullergn                                       | Daniella                                          |       |
| 2018 | Kto napisze naszą historię                     | Judyta Ringelblum, żona Emanuela                  |       |
| 2021 | Miasto                                         | Teresa Pełka / Piosenkarka                        |       |
| 2022 | Za duży na bajki                               | Teresa Banaś, mama Waldka                         |       |
| 2022 | Detektyw Bruno                                 | aktorka Hanna                                     |       |
| 2023 | Wyrwa                                          | Janina Tomska, żona Macieja                       |       |
| 2023 | Kajtek Czarodziej                              | mama Zosi                                         |       |
| 2023 | Święto ognia                                   | Lena                                              |       |
| 2023 | Joika                                          | Valeriya Lebedev                                  |       |
| 2024 | Za duży na bajki 2                             | Teresa Banaś, mama Waldka                         |       |
| 2025 | Chopin, Chopin!                                | Delfina Potocka                                   |       |

### Seriale
| Rok       | Tytuł                      | Rola                                          | Uwagi                             |
| --------- | -------------------------- | --------------------------------------------- | --------------------------------- |
| 1997      | Sława i chwała             | dziewczyna w kawiarni                         | odc. 7                            |
| 1997      | Boża podszewka             | Gienia, córka Maryśki i Kazimierza            |                                   |
| 1997      | Sposób na Alcybiadesa      | Ola                                           | odc. 1-3                          |
| 2002      | Sfora                      | Joanna „Nika” Różycka                         |                                   |
| 2002      | Wiedźmin                   | Morenn                                        | odc. 3                            |
| 2002      | Przedwiośnie               | Wanda Okszyńska, wychowanica Turzyckich       | odc. 4, 5                         |
| 2004–2005 | Oficer                     | Malwina Wielgosz, siostra „Granda”            |                                   |
| 2005      | Boża podszewka II          | Gienia Lulewicz, córka Maryśki i Kazimierza   |                                   |
| 2006      | Oficerowie                 | Malwina Wielgosz, siostra „Granda”            | w retrospekcjach z serialu Oficer |
| 2006      | Fałszerze – powrót Sfory   | Joanna „Nika” Różycka                         |                                   |
| 2007      | Tajemnica twierdzy szyfrów | Natalia Russt                                 |                                   |
| 2007      | Na puti k serdcu           | Emilia                                        | ros.                              |
| 2010      | Czas honoru                | piosenkarka Inga Neuman, przyjaciółka Reinera |                                   |
| 2012      | Trick                      | Elżbieta, dziewczyna Marka                    | ros.                              |
| 2016      | Krasnye braslety           | Asya                                          | ros.                              |
| 2018      | Moscow Noir                | Olga Ukolova                                  | ros.                              |
| 2020      | Kod genetyczny             | Izabela Berger                                |                                   |
| 2020      | Królestwo kobiet           | Olga Maj                                      |                                   |
| 2021      | Dom pod Dwoma Orłami       | Zofia Szablewska w młodości                   |                                   |
| 2022      | Nieobecni                  | Anna Pogorzelska / „Suzana”                   |                                   |
| 2024      | Gra z Cieniem              | Nina Nielsen                                  |                                   |
| 2025      | Pati 2                     | Alina Malec                                   |                                   |

### Polski dubbing
- Księżniczka na ziarnku grochu (The Princess and the Pea, 2002) jako Daria
- Stara baśń. Kiedy słońce było bogiem (2003) jako Dziwa
- Pamiętnik księżniczki 2: Królewskie zaręczyny (The Princess Diaries 2: Royal Engagement, 2004) jako księżniczka Mia
- Iniemamocni (The Incredibles, 2004) jako Wiola Parr, córka Iniemamocnych
- Iniemamocni 2 (The Incredibles 2, 2018) jako Wiola Parr

## Dyskografia
Kompilacje różnych wykonawców
| Rok  | Tytuł                                                                   | Utwór                                                                                 | Źródło |
| ---- | ----------------------------------------------------------------------- | ------------------------------------------------------------------------------------- | ------ |
| 1994 | Dyskoteka Pana Jacka 3 - Data: 1994 - Wydawca: Pronit                   | - Karolina Gruszka – „Bizneswoman” - Karolina Gruszka, Anna Gruszka – „Graj w tenisa” | [ 7 ]  |
| 1998 | Piosenki i muzyka z filmu Spona - Data: 1998 - Wydawca: PolyGram Polska | - Karolina Gruszka – „Pieśń o szczęściu”                                              | [ 8 ]  |

## Nagrody i wyróżnienia
- 1998 – Marcinek – Nagroda dziecięcego jury dla Najlepszego aktora lub aktorki dziecięcej na 16 Międzynarodowym Festiwalu Filmów Młodego Widza Ale Kino! w Poznaniu[9] za rolę w filmie Spona
- 2005 – 30. Festiwal Polskich Filmów Fabularnych w Gdyni: Złote Lwy za najlepszą pierwszoplanową rolę kobiecą (Kochankowie z Marony, 2005);
- 2006 – Nagroda im. Zbyszka Cybulskiego: nominacja dla najlepszej aktorki, w filmie Kochankowie z Marony;
- 2007 – Polska Nagroda Filmowa – Orzeł: nominacja za najlepszą główną rolę kobiecą, w filmie Kochankowie z Marony, 2005;
- 2008 – Przegląd Twórczości Filmowej „Pola i inni”, nagroda „Politki”[10]: nagroda dla aktorki robiącej karierę w filmach obcojęzycznych;
- 2009 – Czeska Akademia Filmowa: nominacja do nagrody Czeski Lew w kategorii Aktorka pierwszoplanowa za rolę w filmie Trzy sezony w piekle w reż. Tomasa Masina;
- 2010 – XLV Przegląd Teatrów Małych Form Kontrapunkt 2010:
  - Nagroda Promocyjna im. Kazimierza Krzanowskiego „za wprowadzenie nas w szaleństwo” podczas wykonywania tekstu „Lipiec” Iwana Wyrypajewa;
  - Nagroda Dziennikarzy „za poetyckość kreacji aktorskiej” w przedstawieniu „Lipiec” Iwana Wyrypajewa;
- 2010 – Nagroda im. Aleksandra Zelwerowicza miesięcznika „Teatr”: za najlepszą kobiecą kreację aktorską sezonu 2009/2010 za rolę w Lipcu w reż. Iwana Wyrypajewa w Teatrze na Woli w Warszawie.